# بني شهاب (الرجم)
وهذه الأسر الاصيله هي 
1/ مونس
2/  مقراض
3/جميل
4/سرحان
5/الحيمي 
6/ الذيب
7/ القيسي
8/السري
9/الهمداني
10/الشاوش
11/الحربي
12/ السية
13/وهبان 
14/الفقية

تعديل مصدري - تعديل

بني علي هي إحدى قرى عزلة بني الشاحذيه  بمديرية الرجم التابعة لمحافظة المحويت، بلغ تعداد سكانها 2659 نسمة حسب تعداد اليمن لعام 2004.